# Hadermühle (Lauterhofen)
Hadermühle ist ein Gemeindeteil des Marktes Lauterhofen im Landkreis Neumarkt in der Oberpfalz.
Hadermühle ist amtlich als Einöde ausgewiesen und besteht aus drei Häusern. Größter Gewerbebetrieb ist ein Sägewerk.
Kirchlich gehört Hadermühle zur Pfarrei Lauterhofen im Dekanat Habsberg.
Am 1. Juli 1972 wurden Brunn mit Fischermühle, Hadermühle, Hansmühle, Inzenhof, Marbertshofen, Niesaß und Schweibach nach Lauterhofen eingemeindet während Bärnhof, Brünnthal und Mennersberg nach Kastl eingemeindet wurden.